# De Standaard
De Standaard (en français : L'Étendard) est un quotidien belge néerlandophone créé en 1918. Le propriétaire est Mediahuis, un groupe de presse belge actif en Belgique, aux Pays-Bas, en Irlande et au Luxembourg.

## Ligne éditoriale
Longtemps à forte tendance catholique, mais aujourd'hui moins engagé idéologiquement, le journal se veut une vraie référence européenne.

## Historique

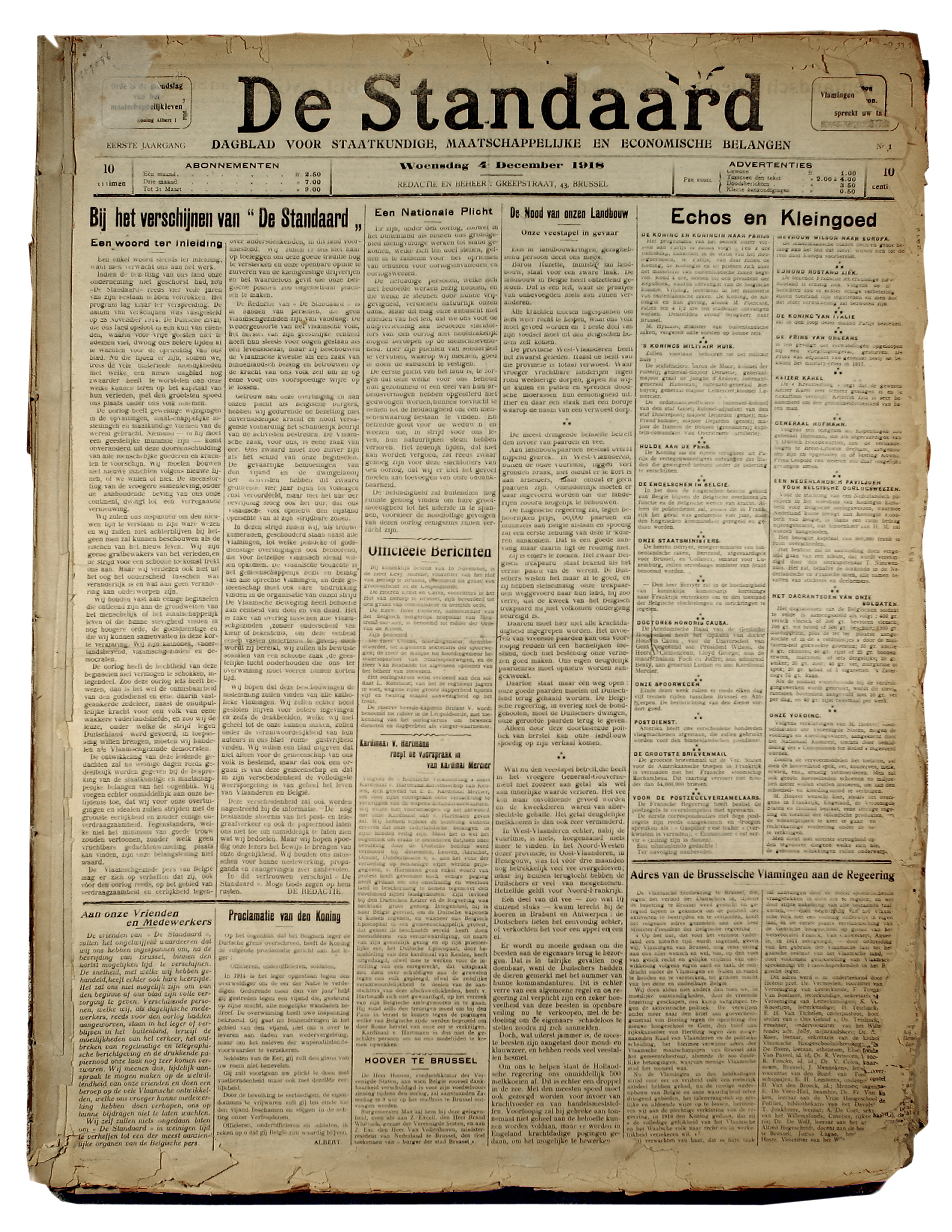
Une de la première édition du Standaard (4 décembre 1918).

En 1911, le minimaliste Frans Van Cauwelaert a cofondé l'hebdomadaire Ons Volk Ontwaakt, niché dans le mouvement étudiant catholique flamand, et avec entre autres le jeune Marnix Gijsen comme l'un des éditeurs. Ce magazine hebdomadaire était considéré comme le prédécesseur du Standaard. Les exigences relatives à l'enseignement et à l'administration en néerlandais ont dû être renforcées par leur propre journal flamand. Le samedi 2 mai 1914, le même Frans Van Cauwelaert fonda le journal De Standaard avec Alfons Van de Perre et Arnold Hendrix et avec 151 actionnaires de l'hôtel Wagner à Anvers ainsi que l'éditeur De Standaard NV, mais en raison du déclenchement de la guerre, la première édition prendrait plusieurs années à être réalisé.
Le mercredi 4 décembre 1918, le journal De Standaard paraît pour la première fois dans une édition de 4 000 exemplaires avec le slogan « Vlamingen spreekt uw taal » à droite du titre. Van Cauwelaert a écrit : « Un seul mot d'introduction, car nous sommes censés travailler » et « Nous-mêmes nous nous battrons pour faire de De Standaard l'un des organes les plus importants de la presse belge en très peu de temps ».  Dès le début, le journal a été sous-titré Le journal des intérêts politiques, sociaux et économiques. Les premières éditions, en grand format, mesure 45 × 60 centimètres. Le journal avait 2 pages (une feuille) et coûtait 10 cents. Le grand format a été conservé (avec un petit ajustement à 41 × 58 centimètres) jusqu'en 2004. Cela fait de De Standaard littéralement l'un des plus grands journaux du monde depuis longtemps.
En 1919, la rédaction s'installa sur le boulevard Émile Jacqmain à Bruxelles. L'imprimerie est installée au no 127 à partir de 1920. Initialement, Van Cauwelaert s'occupait de la ligne éditoriale et Van de Perre gérait le côté commercial. De Standaard était flamand et catholique et a donc placé à partir du 27 septembre 1919 (comme plus tard sur la tour de l'Yser ) l'acronyme AVV-VVK (Alles voor Vlaanderen, Vlaanderen voor Kristus) à la tête du journal au lieu du slogan « Vlamingen spreekt uw taal ».
En 1922, Van Cauwelaert est devenu maire d'Anvers et le secrétaire de rédaction Marcel Cordemans est devenu le premier rédacteur en chef officiel. Avec une petite équipe éditoriale, dont le catholique Jan Boon et le philippin à l'esprit flamand Filip De Pillecyn, De Standaard acquiert rapidement une position dans le paysage de la presse et le tirage atteint 12 000 exemplaires. De 1921 à 1940, une édition anversoise de De Standaard a été publiée sous le titre séparé De Morgenpost.
Gustave Sap a pris le contrôle du journal en 1927. Le rédacteur en chef Cordemans a dû démissionner et a été remplacé par le flamand Jan Boon, jusqu'à ce que ce dernier soit parti pour le NIR en 1939. Sap a été ministre à plusieurs reprises dans les années 1930 et ses opinions ont été exprimées par le journal. Son plaidoyer pour la concentration flamande s'est éloigné du Parti catholique, qui a fondé son concurrent De Courant.
Lorsque la guerre a éclaté en 1940, Sap venait de mourir. La maison d'édition De Standaard NV arrêta son activité le 16 mai 1940, mais repris quelques mois plus tard sous un nouveau nom : Het algemeen nieuws avec Alfons Martens, un rédacteur en chef désigné par les Allemands. Il est devenu un magazine de l'Ordre nouveau dirigé un rédacteur en chef nazi au cours des derniers mois de la guerre. Après la guerre, plusieurs employés ont été reconnus coupables de collaboration. Le directeur de rédaction Fernand Van Den Eynde est décédé en détention provisoire, mais les autres ont été condamnés (lourdes peines pour les directeurs Frans Van Waeg et Piet Van Nieuwenhuyzen, et légères pour les rédacteurs Alfons Martens, Huib Aerts et Jan Caberghs). Pendant ce temps, le ministre Fernand Demany a placé l'entreprise De Standaard NV sous séquestre, ce qui équivalait à une interdiction de publication. Le titre, les  bureaux et les presses ont été loués jusqu'au 1er janvier 1947 à un nouveau groupe de personnes, qui a republié le journal le 5 octobre 1944, sans le monogramme « AVV-VVK ». Comme les soupçons de liens avec les nazis ne disparaissaient pas de la part des lecteurs, ils ont fondé De Gids NV, qui a publié en novembre 1944 le journal De Nieuwe Standaard. Cette nouvelle société a également continué à faire paraître d'autres titres de l'ancien groupe De Standaard NV.
Après la levée du séquestre en octobre 1946, une vive bataille s'ensuivit avec De Standaard NV, où un nouveau groupe d'actionnaires autour de l'éditeur Albert De Smaele (à ne pas confondre avec le ministre Albert De Smaele), le gendre de Gustaaf Sap, prit le dessus. Il y avait aussi l'association De Schakel, un groupe qui a attaqué la ligne éditoriale de De Nieuwe Standaard, notamment en ce qui concerne la répression[pas clair]. Le signalement de l'exécution d'August Borms a été un tournant. Finalement, un jugement du 31 mars 1947 régla l'affaire : De Nieuwe Standaard fut renommé De Nieuwe Gids (nl) à partir du 12 avril 1947 et l'éditeur d'origine reprit le titre à partir du 1er mai De Standaard, avec le monogramme familier. Albert De Smaele est devenu administrateur et rédacteur en chef.
Le journal a atteint un tirage de 290 000 exemplaires en 1966. Encouragé par cela, De Smaele a conçu un plan d'investissement majeur, qui a pris fin brutalement pendant les années de crise. Le groupe Standard a fait faillite le 8 juin 1976. Après une activité commerciale, l'armateur anversois André Leysen s'est présenté comme un sauveur. Son entreprise Ibel est devenue le principal actionnaire de la société d'édition flamande Corelio, qui émet De Standaard. Le VUM a déménagé la maison d'édition et d'impression en périphérie de la capitale (Gossetlaan à Groot-Bijgaarden) en 1980.
Une version en ligne de De Standaard a été lancée en 1997.
Le 30 septembre 1999, le sous-titre Le journal des intérêts politiques, sociaux et économiques disparait, ainsi que le monogramme AVV-VVK. Ce dernier a provoqué une polémique entre partisans et opposants, car il a coupé le lien avec le Mouvement flamand et les démocrates chrétiens. Le rédacteur en chef a été accusé d'anti-cléricalisme parce qu'avec cette sécularisation manifeste, il a installé une ligne éditoriale que le christianisme considère tout au plus comme l'une des nombreuses philosophies de la vie. À la suite de cela, le journaliste Bert Claerhout a lancé un hebdomadaire d'opinion catholique, Tertio.
Fin janvier 2005, De Standaard Espresso a été lancé en format tabloïd et en couleur pour la génération Internet. Le journal était plus fin que l'édition normale de De Standaard et son prix était attractif était de 50 cents. En raison de résultats commerciaux décevants, la publication a été arrêtée fin juillet 2005.
En 2000, le premier essai de Noël de Manu Claeys sur le Vlaams Blok in elk van ons. Depuis lors, chaque année entre Noël et Nouvel An, un thème est approfondi par une voix autoritaire.
À partir du 23 avril 2007 est publié De Standaard dans le format tabloïd avec une autre mise en page, de nouvelles polices et plus de photos couleur. Depuis lors, il y a chaque jour plus de nouvelles régionales. De plus, des suppléments hebdomadaires sont publiés : le vendredi, le supplément de littérature « Standaard der Letteren » et le samedi des suppléments tels que Wonen & Reizen, dS Weekblad et dS Magazine.
Le journal peut également être consulté sur Internet et dispose d'une boîte aux lettres en ligne dans la section des opinions où les lecteurs peuvent exprimer leur opinion. Les abonnés peuvent consulter les journaux numérisés de 2008 via les archives en ligne, les anciens volumes ont été numérisés par la Bibliothèque royale de Belgique et des documents vieux de 100 ans peuvent être consultés en ligne via Belgica Press.
Fin juin 2010, le rédacteur en chef général Peter Vandermeersch a annoncé qu'il partait au quotidien néerlandais NRC Handelsblad.
Corelio, nouveau nom de la maison d' édition flamande depuis 2006, a rejoint Concentra (éditeur de Het Belang van Limburg et Gazet Van Antwerpen ) en 2013 pour former le groupe Mediahuis, qui publie De Standaard aujourd'hui.
Depuis avril 2012, De Standaard publie une édition du soir intitulée dS Avond. Il s'agit d'un journal électronique du soir, consultable uniquement sur tablette, PC et sur smartphone.
Fin 2020, la rédaction de De Standaard déménage dans le centre de Bruxelles (dernier étage du bâtiment Shell, à l'angle de la rue Ravenstein et de Cantersteen). Les services centraux de Mediahuis sont transférés de Grand-Bigard à Anvers.

## Tirage
| Année                   | 2007    | 2008    | 2009    | 2010    | 2011    | 2012    | 2013    | 2014    | 2015    |
| ----------------------- | ------- | ------- | ------- | ------- | ------- | ------- | ------- | ------- | ------- |
| Tirage                  | 104.758 | 107.803 | 104.746 | 106.027 | 108.828 | 107.354 | 104.134 | 101.375 | 98.008  |
| Ventes édition papier   | 90.327  | 90.977  | 89.063  | 91.107  | 92.825  | 92.499  | 91.788  | 89.338  | 86.350  |
| Ventes édition en ligne | 3622    | 3096    | 2742    | 2604    | 4146    | 6710    | 7120    | 11448   | 14185   |
| Total des ventes        | 93.949  | 94.073  | 91.805  | 93.711  | 96.971  | 99.209  | 98.908  | 100.786 | 100.535 |

## Employés

### Rédacteur en chef
- Marcel Cordemans (1922-1929)
- Jan Boon (1929-1939)
- Karel Peeters (1939-1940)
- Albert De Smaele (1947–1960)
- Luc Vandeweghe (E. Troch) et Manu Ruys (1960–1975)
- Luc Van Gastel et Manu Ruys (1975-1976)
- Lode Bostoen et Manu Ruys (1976–1989)

#### Rédacteur en chef général des journaux
- Lode Bostoen (1989–1991)
- Lou De Clerck (1991–1995)
- Peter Vandermeersch (2006-2010)

#### Rédacteur en chef De Standaard
- Mark Deweerdt (1989-1993)
- Dirk Achten (1994-1999)
- Peter Vandermeersch (1999-2006)
- Bart Sturtewagen (2006-2010)
- Bart Sturtewagen et Karel Verhoeven (2010-2013)
- Karel Verhoeven (2013-présent)

### Journalistes
Aperçu des journalistes les plus célèbres d'hier et d'aujourd'hui :

#### Anciens journalistes
- Piet Antierens
- Isabel Albers
- Gerard Bodifée
- Jan Bohets
- Guido Boodts
- Salomon Bouman
- Raf Butstraen
- Bert Claerhout, culture et religion
- Ernest Claes
- Lode Claes
- Luc Coppens
- Hein De Belder
- Vic De Donder
- Louis De Lentdecker
- Freddy De Pauw
- Filip De Pillecyn
- Hugo de Ridder
- Jozef De Roeck
- Guido Despiegelaere
- Mark Deweerdt
- Mia Doornaert
- Gaston Durnez
- Derk Jan Eppink
- Michiel Hendryckx, photographe
- Guido Fonteyn
- Marnix Gijsen
- Anna Luyten
- Willem Melis
- Ludo Parmentier
- Erik Peustjens, photographe
- Maria Rosseels
- Manu Ruys
- Leo Schrooten
- Guy Tegenbos
- Leo Picard
- Mark Schaevers
- Tilly Stuckens
- Marc Van Cauteren
- Paul Van den Abeele, photographe
- Ludo van den Eynden
- Mon Vanderostyne
- Pieter Van Dooren
- Guido Vanhoof
- Jan Vanhove
- Marcel Van Nieuwenborgh
- Jaak Veltman
- Frans Verleyen
- Max Wildiers
- Toon Wouters

#### Journalistes actuels
- Marc Reynebeau
- Ruud Goossens

### Chroniqueurs
Entre autres : 
- Dominique Deckmyn
- Saskia De Coster
- Christophe Deborsu
- Bart Dobbelaere
- Mia Doornaert
- Paul Goossens
- Dalilla Hermans
- Nele Van den Broeck
- Kristof Hoefkens
- Marc Reynebeau
- Rik Torfs
- Oscar van den Boogaard
- Fons Van Dyck
- Marcel van Meerhaeghe
- Hendrik Vos

### Dessinateurs de bandes dessinées
- Marc Sleen (1965-2002)
- Willy Vandersteen
- Pil
- Studio Vandersteen
- Zaza (1999-2012)
- Lectrr (2011-maintenant)
- Kamagurka (2018-maintenant)